# 伊東佐知子
伊東 佐知子（いとう さちこ、1966年11月30日 - ）は日本の女優、タレント、プロ釣り師。東京都出身。旧芸名は紗倉涼子（さくら りょうこ）。

## 来歴
演劇集団 円の研究生を経て、1987年、伊東佐知子の名で日本テレビのテレビドラマ『ジャングル』にて女優デビュー。テレビドラマでの女優業と並行して1993年、テレビ東京の『ビジネスマンNEWS』でお天気コーナーのキャスターを務める。
1994年紗倉涼子に改名し、写真集「キャスター」「紗倉涼子写真集」にてヘアヌードを披露。
映画『さまよえる脳髄』（1993）、紗倉涼子に改名してのビデオ映画『DINO』（1994）ではヌードシーンを演じた。
その後、伊東佐知子に再び改名。趣味だった釣りの幅を広げ、1998年には日本友釣り（鮎）協会の認定を受け、プロ釣り師の資格を得る。以降女優業からは遠ざかり、1999年、夕刊フジにて釣り紀行を綴る「美人釣り師伊東佐知子のFish on」を連載。2000年、「JFT全日本チヌ釣りトーナメント」に出場し、史上2人めの女性トーナメンターとして活躍。釣りについてのエッセイ本の執筆、釣り大会のプロデュースなども行っている。

## 出演

### テレビドラマ
- 芸能社会（1990年7月-9月、TBS系） - レポーター役
- 映画みたいな恋したい「ハード・ウェイ」（1993年1月、テレビ東京系）
- 湯けむり仲居純情日記II（1993年11月、TBS・月曜ドラマスペシャル）
- 演歌・唱太郎の人情事件日誌（1997年1月、TBS・月曜ドラマスペシャル）
- それからの日々（2004年1月、テレビ朝日系）

### 映画
- さまよえる脳髄（1993年、萩庭貞明監督）
- 釣りバカ日誌15 ハマちゃんに明日はない!?（2004年、朝原雄三監督）

### オリジナルビデオ
- DINO（1994年）

## 書籍

### 写真集
- キャスター-紗倉涼子写真集（1994年7月、安保隆撮影、ワニマガジン社） ISBN 4898292313
- 紗倉涼子写真集（1995年1月、マイケル田中撮影、音楽専科社） ISBN 4900343722

### 著書
- チヌ（2001年8月、透土社） ISBN 4924828734

釣り、とりわけチヌことクロダイに魅入られた伊東が、チヌ釣りの魅力や女性と釣りなどについて語る。
- おんな釣り師伊東佐知子（2003年8月、メディアクラフト牡牛座）

伊東自身の幼い頃よりの釣り歴から、釣りとグルメ、釣り名人などについて語り尽くすエッセイ。